# Лакомб, Жак
Жак Лакомб (Jacques Lacombe; 1724, Париж — 16 июля 1811, Париж) — французский искусствовед, литератор и книготорговец.

## Биография
Родился в буржуазной семье: сын продавца (парижского бакалейщика).
Юрист по образованию: некоторое время работал адвокатом в парижском парламенте.
С 1760 года специализировался на издании периодики. Являлся владельцем нескольких газет, автором многочисленных статей.
В 1774 году женился на сестре композитора Андре Гретри. В это время работал книготорговцем.
В 1778 году обанкротился. В дальнейшем стал известен, как составитель словарей и один из составителей «Методической энциклопедии» Шарля-Жозефа Панкука. .

### Творческая деятельность
Автор ряда исторических трудов, преимущественно компилятивных. Среди его работ — «Хронология истории севера и стран Дании, России, Швеции, Польши, Пруссии, Курляндии» в 2 томах (1762 г.) и один из первых трудов по русской истории времён Петра I, вышедших за рубежом — «История переворотов в России» (Lacombe J. Histoire des révolutions de l’empire de Russie. Paris, 1760). Последний труд получил известность и был критически рассмотрен в исторических трудах, сохранил историографическое значение и упоминается в исторических работах XX века,.